# Alexander I av Jugoslavien
För andra betydelser, se Alexander I.
Alexander I av Jugoslavien (serbiska: Александар/Aleksandar, kroatiska: Aleksandar), född 16 december 1888 i Cetinje, Montenegro, död 9 oktober 1934 i Marseille, Frankrike, av huset Karađorđević, var kung av Jugoslavien 1921-1934. Han var son till Peter I av Serbien och Zorka av Montenegro.

## Biografi
Han utnämndes till kronprins 1909 efter sin äldre bror Georgs mentala kollaps. Under Balkankrigen 1912-1913 utmärkte sig Alexander som militär ledare. Han utsågs till Serbiens regent i juni 1914 på grund av sin fars sjukdom, då den ödesdigra notväxlingen med Österrike ägde rum. Under krigets första tid följde Alexander hären som dess överbefälhavare, men vistades under ockupationen dels på Korfu, den provisoriska regeringens säte, dels i London och Paris. 
1918 utsågs han till prinsregent, och efter faderns död 1921 till kung. Han fick smeknamnen "Enaren" efter att Slovenien, Kroatien och Serbien blivit Jugoslavien (1929), men kallades även "Martyren" efter mordet i Marseille 1934.
Alexander I var kontroversiell som monark i Serbernas, kroaternas och slovenernas kungarike, namnet på landet Jugoslavien före 1929. Då han successivt stärkte det kungliga enväldet och 1929 införde diktatoriskt styre, växte det folkliga missnöjet mot honom. 
Vid ett besök i Marseille 1934 mördades Alexander av en makedonisk attentatsman vid namn Vlado Chernozemski (1897-1934). Även den franske utrikesministern Louis Barthou samt chauffören dog. Attentatet och folkmassornas reaktioner fångades på film.
Han gifte sig i Belgrad den 8 juni 1922 med Marie av Rumänien (född 8 januari 1900, död 22 juni 1961; dotter till Ferdinand I av Rumänien och Marie av Edinburgh.

## Barn
1. Peter II av Jugoslavien (1923 - 1970) gift med Alexandra av Grekland
2. Tomislav (19/1 1928 - 12/7 2000) gift med 1) Margaritha av Baden, 2) Linda Bonnay
3. Andreas (28/6 1929 - 7/5 1990) gift med 1) Christina av Hessen, 2) Kira av Leiningen , 3) Eva Marie Angelkovic

## Utmärkelser
- Riddare av Sankt Alexander Nevskij-orden
- Elefantorden
- Sankt Kyrillos och Sankt Methodios orden
- Danilo I:s orden
- Médaille militaire
- Den Heliga gravens av Jerusalem riddarorden
- Sankt Alexanderorden
- Vendiska kronans husorden
- Tjeckoslovakiska krigskorset 1914–1918
- Vita elefantens orden
- Annunziataorden
- Storkors av Polonia Restituta
- Vita örns orden
- Sankt Savaorden
- Sankt Annas orden, första klass
- Parrain de promotion de l'École spéciale militaire de Saint-Cyr
- Vita örnens orden
- Karageorgevitjs stjärnas orden
- Sankt Stanislausorden, första klassen
- Andreasorden
- Mikael den tappres orden
- Georgsorden, fjärde klass
- Georgsorden, tredje klass
- Frälsarens orden

[Redigera Wikidata]